# Gustav August Adam von Flor

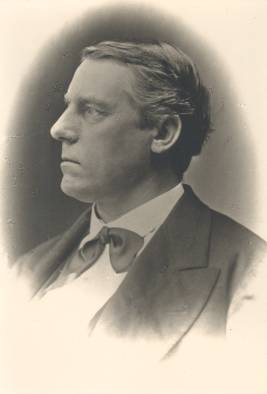
Gustav Flor.

Gustav August Adam von Flor (Limbaži, 1829-Tartu, 13 de mayo de 1883) fue un zoólogo y entomólogo alemán (del antiguo Imperio alemán).
Von Flor estudió medicina y ciencias naturales en la Universidad de Tartu, posteriormente fue profesor de zoología.
En 1860 fue director del departamento de zoología, puesto que mantuvo hasta su muerte en 1883 (El departamento de zoología fue el predecesor del Museo de Zoología en la Universidad de Tartu, donde todavía están los 11.815 especímenes que compusieron su colección de insectos).
Es conocido principalmente por sus estudios sobre la familia Hemiptera, especialmente por su obra de dos volúmenes Die Rhynchoten Livlands in systematischer Folge beschrieben ("Los hemípteros de Livonia descritos en orden sistemático").